# Там, где капустные грядки
Там, где капустные грядки — стихотворение русского поэта Сергея Есенина (1895—1925), написанное в 1910 году. Представляет собой миниатюру в четыре строки.
В 1940 г. супруга поэта, С. А. Толстая-Есенина, писала о стихотворениях «Вот уж вечер. Роса» и «Там, где капустные грядки…»: «По словам Есенина, это его первые стихи. Считая их слабыми, он не хотел включать их в „Собрание“. Согласился напечатать стихи только благодаря просьбе своих близких. Текст был продиктован им. Дата проставлена по его указанию» («С. А. Есенин в воспоминаниях современников», тт. 1—2, М., «Художественная литература», 1986., Т.2, С.260).

## История создания
Автограф стихотворения неизвестен. Текст был продиктован поэтом С. А. Толстой-Есениной во время подготовки в 1925 году первого тома трёхтомного «Собрания стихотворений».
Основным источником текста является так называемый наборный экземпляр — рукопись, по которой в ноябре-декабре 1925 г. осуществлялся набор книги.
Печатается по набранному экземпляру (список С. А. Толстой-Есениной), с исправлением в строке 2 («поливает» вместо «поливают»). Датируется согласно помете С. А. Толстой-Есениной «Второе. 1910 г.» (Козловский 1995, С. 394, 438).
В черновой рукописи первой редакции стихотворения «Хулиган» есть две строки, близкие к строкам 3 и 4. Образ «клененочка маленького» должен был завершить стихотворение «Дождик мокрыми мётлами чистит…». Выдвигалось предложение датировки четырёхстрочника «не ранее 1919 года» — времени создания стихотворения «Хулиган» (Юшин П. Ф. «Сергей Есенин», М., 1969, С. 76; ж. «Вопросы литературы», 1972, № 9, С. 180—181).
Комментатор и редактор издания собрания сочинений Сергея Есенина А. А. Козловский подчеркнул, что "на одном из листов той же рукописи «Хулигана» имеется составленный автором перечень стихотворений, который открывается «Там, где…». В данном случае скорее всего имелось в виду именно стихотворение «Там, где капустные грядки…», а это позволяет сделать вывод, что автор ещё в 1919 г. предусматривал возможность публикации этого стихотворения как самостоятельного произведения…Весьма спорным представляется предположение, что под записью «Там, где…» скрывалось стихотворение «Там, где вечно дремлет тайна…», так как перечень практически полностью составлен из стихов, не вошедших в |невышедший сборник «Телец» (Сергей Есенин. Телец, М., Госиздат, 1920|, а данное стихотворение включено в сборник. Кроме того, если видеть в списке прикидку композиции будущего сборника, то «Там, где вечно дремлет тайна…» никак не могло соседствовать с «Рекрутами» (Козловский 1995, С.439).

## Исследование произведения
Одно из самых насыщенных метафорами стихотворений Есенина. На метафоричность неоднократно обращали внимание исследователи (Хайруллина, Цян 2016; Солнцева 2007, С.97).
М. Г. Соколова обнаружила две зооморфные ассоциации: «молодой клён — детёныш животного» и «клён — конь» как минимум в двух произведениях Есенина: «Там, где капустные грядки…» (Кленёночек маленький матке /Зелёное вымя сосёт) и «Сорокоуст» (И жёлтый ветер осенницы / Не потому ль, синь рябью тронув, / Как будто бы с коней скребницей, / Очёсывает листья с клёнов). Это использование зооморфных метафорических средств является, по мнению исследовательницы, «новым в образном изображении клёна, делает образ более картинным, изобразительным…» (Соколова 2017, С. 38-39).
Окказионализм Кленёночек неоднократно становился предметом исследовательского интереса (Ганжиева, Эсиева 2021, С.52-53; Солнцева 2007, С.97).
Козловский А. А. предположил, что «появление … строк о „клененочке маленьком“ среди черновиков 1919 г. может быть объяснено тем, что Есенин, очевидно, попытался использовать давно возникший у него поэтический образ, но потом отказался от этого намерения и восстановил стихотворение в первоначальном виде».(Козловский 1995, С.439). Таким образом, «кленёночек маленький» должен был завершить стихотворение «Дождик мокрыми мётлами чистит…».
М. Г. Соколова пишет, что окказионализм «кленёночек» создан по словообразовательной модели "диминутивное существительное со значением «невзрослости» + уменьшительно-ласкательный суффикс -ек (телёнок > телёночек, жеребёнок > жеребёночек и т. п.). Такое метафорическое употребление лексемы «клён» позволяет осуществить перенос семейных отношений «дети — родители» на мир деревьев (Соколова 2017, С. 38).
Аналогичный вывод сделан в публикации 2021 года: «Индивидуально-стилистический неологизм „кленёночек“ образован по аналогии со словами телёночек, жеребёночек. Нежное, молодое, ласковое, трепетное существо. „Кленёночек“ показан у поэта как живое существо. Есенину удалось создать удивительный и неповторимый образ» (Ганжиева, Эсиева 2021, С.52-53).

## Публикации
Есенин С. А. «Там, где капустные грядки» // Есенин С. А. Полное собрание сочинений: В 7 т. — М.: Наука; Голос, 1995—2002. Т. 1. Стихотворения. — 1995. — С. 16. Электронная публикация:	ФЭБ. Адрес ресурса:	http://feb-web.ru/feb/esenin/texts/es1/es1-016-.htm